# Aage Fønss
Aage Fønss, född den 12 december 1887 i Århus, död den 30 september 1976, var en dansk operasångare och skådespelare. Han var bror till Johannes Fønss och Olaf Fønss han gifte sig 1910 med skådespelaren Gudrun "Kylle" Carlsson.
Fønss utexaminerades från Århus Katedralskole 1905 och fortsatte därefter med studier i sång och drama. Under 1906 for han till Tyskland för att studera sång för en professor i München senare samma år scendebuterade han på Dagmarteatret. Han var engagerad 1907-1910 vid Århus teater och 1910-1912 vid Dagmarteatret. Under fem års tid gästspelade han på operan i München innan han anställdes som kunglig bayersk operasångare 1912 vid hovoperan i München. Han återvände 1917 till Danmark för ett engagemang vid Det Kongelige Teater som operasångare och skådespelare. Han var verksam vid teatern fram till sin pensionering 1963. Han debuterade som filmskådespelare 1910 vid filmbolaget Fotorama och medverkade i åtta av bolagets filmproduktioner. År 1912 flyttade han över till Nordisk Film där han medverkade i drygt tio filmer. Dessutom var han verksam som filmskådespelare vid Deutsche Bioscop i Berlin under sin tid i Tyskland.

## Filmografi i urval
- 1910 – Ambrosius
- 1910 – Valdemar Sejr
- 1920 – Kärleksvalsen
- 1924 – Gåtan på Römersholm
- 1936 – Panserbasse
- 1939 – Fröken ordnar allt
- 1940 – En flicka hela da'n
- 1942 – Mellan fyra män
- 1944 – Du skall icke hava lust
- 1949 – Kampen mot orätten
- 1950 – Café Paradis
- 1961 – Harry och kammartjänaren
- 1968 – Den kära leksaken